# Anthony Pilkington
Anthony Neil James Pilkington (Blackburn, 6 giugno 1988) è un ex calciatore irlandese, di ruolo centrocampista.

## Statistiche

### Presenze e reti nei club
| Stagione        | Squadra         | Campionato      | Campionato | Campionato | Coppe nazionali | Coppe nazionali | Coppe nazionali | Coppe continentali | Coppe continentali | Coppe continentali | Altre coppe | Altre coppe | Altre coppe | Totale | Totale |
| Stagione        | Squadra         | Comp            | Pres       | Reti       | Comp            | Pres            | Reti            | Comp               | Pres               | Reti               | Comp        | Pres        | Reti        | Pres   | Reti   |
| --------------- | --------------- | --------------- | ---------- | ---------- | --------------- | --------------- | --------------- | ------------------ | ------------------ | ------------------ | ----------- | ----------- | ----------- | ------ | ------ |
| gen.-giu. 2019  | Wigan           | FLC             | 10         | 0          | FA+CdL          | -               | -               | -                  | -                  | -                  | EFLT        | -           | -           | 10     | 0      |
| 2019-2020       | Wigan           | FLC             | 16         | 3          | FA+CdL          | 0+0             | 0+0             | -                  | -                  | -                  | EFLT        | 0           | 0           | 16     | 3      |
| Totale Wigan    | Totale Wigan    | Totale Wigan    | 26         | 3          |                 | 0               | 0               |                    | -                  | -                  |             | -           | -           | 26     | 3      |
| 2020-2021       | East Bengal     | ISL             | 17         | 3          | -               | -               | -               | -                  | -                  | -                  | -           | -           | -           | 17     | 3      |
| Totale carriera | Totale carriera | Totale carriera | 43         | 6          |                 | 0               | 0               |                    | -                  | -                  |             | -           | -           | 43     | 6      |

#### Cronologia presenze e reti in nazionale
| Cronologia completa delle presenze e delle reti in nazionale ― Irlanda | Cronologia completa delle presenze e delle reti in nazionale ― Irlanda | Cronologia completa delle presenze e delle reti in nazionale ― Irlanda | Cronologia completa delle presenze e delle reti in nazionale ― Irlanda | Cronologia completa delle presenze e delle reti in nazionale ― Irlanda | Cronologia completa delle presenze e delle reti in nazionale ― Irlanda | Cronologia completa delle presenze e delle reti in nazionale ― Irlanda | Cronologia completa delle presenze e delle reti in nazionale ― Irlanda |
| Data                                                                   | Città                                                                  | In casa                                                                | Risultato                                                              | Ospiti                                                                 | Competizione                                                           | Reti                                                                   | Note                                                                   |
| ---------------------------------------------------------------------- | ---------------------------------------------------------------------- | ---------------------------------------------------------------------- | ---------------------------------------------------------------------- | ---------------------------------------------------------------------- | ---------------------------------------------------------------------- | ---------------------------------------------------------------------- | ---------------------------------------------------------------------- |
| 6-9-2013                                                               | Dublino                                                                | Irlanda                                                                | 1 – 2                                                                  | Svezia                                                                 | Qual. Mondiali 2014                                                    | -                                                                      | 74’                                                                    |
| 10-9-2013                                                              | Vienna                                                                 | Austria                                                                | 1 – 0                                                                  | Irlanda                                                                | Qual. Mondiali 2014                                                    | -                                                                      | 73’                                                                    |
| 5-3-2014                                                               | Dublino                                                                | Irlanda                                                                | 1 – 2                                                                  | Serbia                                                                 | Amichevole                                                             | -                                                                      | 61’                                                                    |
| 31-5-2014                                                              | Londra                                                                 | Italia                                                                 | 0 – 0                                                                  | Irlanda                                                                | Amichevole                                                             | -                                                                      | 58’                                                                    |
| 7-6-2014                                                               | Chester                                                                | Costa Rica                                                             | 1 – 1                                                                  | Irlanda                                                                | Amichevole                                                             | -                                                                      | 68’                                                                    |
| 11-6-2014                                                              | East Rutherford                                                        | Irlanda                                                                | 1 – 5                                                                  | Portogallo                                                             | Amichevole                                                             | -                                                                      | 67’                                                                    |
| 3-9-2014                                                               | Dublino                                                                | Irlanda                                                                | 2 – 0                                                                  | Oman                                                                   | Amichevole                                                             | -                                                                      | 59’                                                                    |
| 18-11-2014                                                             | Dublino                                                                | Irlanda                                                                | 4 – 1                                                                  | Stati Uniti                                                            | Amichevole                                                             | 1                                                                      | 64’                                                                    |
| 29-3-2016                                                              | Dublino                                                                | Irlanda                                                                | 2 – 2                                                                  | Slovacchia                                                             | Amichevole                                                             | -                                                                      | 67’                                                                    |
| Totale                                                                 |                                                                        | Presenze                                                               | 9                                                                      |                                                                        | Reti                                                                   | 1                                                                      |                                                                        |